# Área de Proteção Ambiental Arquipélago do Marajó
A Área de Proteção Ambiental do Arquipélago do Marajó (APA Marajó) é uma Unidade de Conservação de uso sustentável da natureza, do tipo área de proteção ambiental (APA), com 5 998 570 hectare, criada em 1989 no Arquipélago do Marajó (estado brasileiro do Pará), com instância gestora estadual.

## Criação
A APA Marajó foi criada em 1989 (Artigo 13, § 2º, da Constituição do Estado do Pará) com os seguintes objetivos:
- Elaborar e executar o zoneamento ecológico-econômico, visando a conservação da biodiversidade, o desenvolvimento e melhoria da qualidade de vida da população marajoara;
- Preservar as espécies ameaçadas de extinção e amostras representativas dos ecossistemas e implementar projetos de pesquisa científica, educação ambiental e ecoturismo.

## Gestão
A gestão é feita através do órgão governamental Instituto de Desenvolvimento Florestal e da Biodiversidade do Estado do Pará (Ideflor-bio).
Em 2007, o Presidente da República cria o Grupo Executivo Interministerial para implementar as ações de competência dos órgãos federais no Arquipélago de Marajó, bem assim elaborar plano de desenvolvimento sustentável em articulação com a sociedade civil e os Governos estadual e municipais.
Em 2020, é criado o Grupo de Trabalho (GT) Estratégico para apoio sobre mecanismos de gestão das Unidades de Conservação na região do Marajó, com objetivo a criação de proposta de regulamentação legal da Área de Proteção Ambiental (APA) Arquipélago do Marajó, além do planejamento de ações conjuntas de divulgação da APA para a sociedade residente na área, buscando à consolidação de instrumentos básicos de funcionamento, como o Conselho Gestor e o Plano de Manejo.

### Plano de Manejo
Conforme o Sistema Nacional de Unidades de Conservação (SNUC), o planejamento de uma Unidade de Conservação deve ser estabelecido a partir do Plano de Manejo. Um documento técnico elaborado órgão gestor da Unidade naseado em guias da SNUC, fundamentado nos objetivos gerais da Unidade de Conservação, estabelece o zoneamento e as normas que irão presidir o uso da área e o manejo dos seus recursos naturais, assim como a implatação de estruturas físicas necessárias para a gestão da UC.

## Unidade de conservação
As Unidades de Conservação (UCs) são áreas naturais protegidas por lei, podendo ser de Proteção Integral, ou de Uso Sustentável. As administrações são feitas pelo Instituto Chico Mendes de Conservação da Biodiversidade (ICMBIO), responsável pelo Sistema Nacional de Unidades de Conservação (SNUC), ou podendo ser associadas com Fundações públicas.
A proposta de criação das Unidades surgiu na década de 1980, como crítica aos desmatamentos crescentes ocorridos na Amazônia, decorrentes de um modelo de desenvolvimento predatório adotado pelo Estado brasileiro desde a década de 1970, com base na expansão da pecuária extensiva. As reservas foram frutos da luta de seringueiros da Amazônia Ocidental, especificamente dos seringueiros do Acre, nascendo então a primeira modalidade legal de Unidade de Conservação (UC) conforme a legislação brasileira, que prevê, simultaneamente, o uso sustentável dos recursos naturais e a regularização fundiária dos espaços de populações tradicionais. Assim no ano 2000, o governo federal criou o Sistema Nacional de Unidades de Conservação (SNUC, Lei 9 985).
Em 2010 o órgão gestor ICMBIO regularizou a situação fundiária das ocupações das comunidades tradicionais nas Unidades de Conservação situadas em áreas da União sob jurisdição da Secretaria do Patrimônio da União/SPU (manguezais, áreas marinhas, espelhos d'água e ilhas federais situadas na Amazônia Legal), a partir da demanda do Plano de Ação Prioritário 2009-2010 da Comissão Nacional de Desenvolvimento Sustentável de Povos e Comunidades Tradicionais, sob a coordenação da Casa Civil.

## Informações geográficas
Com uma área de 5 998 570 hectare, a Unidade pertence ao bioma amazônico e sua jurisdição legal está vinculada à Amazônia Legal. O arquipélago do Marajó está localizado ao norte do Estado do Pará, banhado pelo Rio Amazonas, Rio Tocantins e pelo Oceano Atlântico.
Os município(s) no(s) qual(is) incide a Unidade de Conservação,e as suas respectivas correspondências de quanto englobam a UC, são representados a seguir:
- Afuá - 14,14%
- Anajás - 11,77%
- Breves - 16,25%
- Cachoeira do Arari - 5,25%
- Chaves - 22,11%
- Curralinho - 6,08%
- Muaná - 6,41%
- Ponta de Pedras - 5,71%
- Salvaterra - 1,76%
- Santa Cruz do Arari - 1,83%
- São Sebastião da Boa Vista - 2,78%
- Soure - 5,91%

## Características biológicas

### Fitofisionomia
A fitofisionomia representa a vegetação predominante local associada as espécies pioneiras, onde as vegetações predominantes local são Contato Savana-Formações Pioneiras, Floresta Ombrófila Densa e Formações Pioneiras, correspondendo respectivamente, a 3,22% ; 84,83% e 3,07% total da UC.
A paisagem da APA, em relação a hidrografia, é formada por lagos, rios, igarapés, campos naturais, florestas, fazendas, praias de mar e de rio. Em metade do ano, sua paisagem é transformada pela ação que o mar gera na região, deixando boa parte alagada e ocasionando no fenômeno de troca de águas, as águas das praias por exemplo, alternem de águas salgadas e verdes do mar com as doces e barrentas dos rios amazônicos.

### Bacia hidrográfica
A UC situa-se nas Bacias Foz do Amazonas e no Litoral PA, representando 96,52% e 3,48% respectivamente, da porcentagem total na UC.

### Bioma
A UC possui sua área total inserida no bioma amazônico.

### Gestão
O órgão gestor é o (Ideflor-bio) Instituto de Desenvolvimento Florestal e da Biodiversidade do Estado do Pará.

## Principais ameaças

### Desmatamento na Amazônia Legal
Devido ao avanço de práticas pecuaristas na região amazônica, a APA sente com a perda e fragmentação do bioma. Por já contar com uma permissão maior de uso (de Uso Sustentável) e por possuir uma área grande de território, a APA também enfrenta dificuldades para que as medidas conservacionistas sejam eficazes. Com o Projeto de Monitoramento do Desflorestamento na Amazônia Legal (Prodes), as áreas florestadas da Amazônia Legal são possíveis de serem mapeadas, e refletirem em tais alterações durante os anos de estudo. Até 2021, o total identificado de desmatamento acumulado foi de 158 452 hectares.

### Expansão urbana
Pela forte expansão urbana que o local enfrenta, os ribeirinhos e nativos da região encontram dificuldades pelo desmatamento das paisagens naturais, como também pelo aumento do uso de recursos e de espaço territorial.

### Focos de calor
De acordo com o Instituto Nacional de Pesquisas Espaciais (INPE), a região sofre com o desenvolvimento de focos de calor, tornando-se incêncios, principalemte nos meses de inverno. Por conta do desmatamento também, as áreas verdes contam com maior pressão de um correto manejo, tornando a APA vulnerável ao aumento dos focos da calor.